# Incidente della USS Liberty
Con incidente della USS Liberty si indica l'attacco condotto dalle forze armate israeliane l'8 giugno 1967, durante la guerra dei sei giorni, alla nave USS Liberty della United States Navy, adibita alla raccolta di informazioni e attrezzata dalla NSA. L'attacco fu condotto da aerei, navi e motosiluranti israeliani, causando la morte di 34 militari americani e ferendone almeno 171. Al momento dell'incidente la nave stazionava in acque internazionali a nord della penisola del Sinai.

## USSLiberty
La stazza della USS Liberty era in origine di 7725 tonnellate, versione più moderna della Liberty, una classe di cargo utilizzata per il trasporto navale dagli Alleati durante la seconda guerra mondiale. Acquisita dalla Marina degli Stati Uniti, venne convertita in nave ausiliaria per ricerche tecniche (AGTR) ed operò dal 1965 al largo delle coste occidentali africane.

## Indagini
In seguito alle inchieste condotte dai rispettivi Paesi, Stati Uniti ed Israele dichiararono che la Liberty era stata attaccata in quanto erroneamente scambiata per una nave egiziana; pur tuttavia alcuni dei sopravvissuti affermarono che tale attacco fu intenzionale.

## Risarcimento
Il governo israeliano pagò a titolo di risarcimento per le famiglie delle vittime ed i feriti circa 6 milioni di dollari tra il 1968 ed il 1969, mentre nel dicembre 1980 accettò di versare a saldo altri 17 milioni di dollari più gli interessi maturati a risarcimento dei danni arrecati alla nave.